# Deyvid Oprja
Deyvid Oprja (ur. 17 lutego 1982 w Tallinnie) – estoński narciarz alpejski, dwukrotny olimpijczyk.

## Kariera
Po raz pierwszy na arenie międzynarodowej pojawił się 8 marca 1999 roku podczas zawodów FIS Race w słowackim Szczyrbskim Jeziorze. Nie dojechał jednak wtedy do mety pierwszego przejazdu giganta. Debiut w Pucharze Świata zanotował 25 stycznia 2004 roku, nie kończąc slalomu w Kitzbühel. Jeszcze dwukrotnie startował w zawodach tej rangi, lecz nie zdobył w nich punktów do klasyfikacji generalnej Pucharu Świata.
W 2005 roku po raz pierwszy wystartował na mistrzostwach świata, które odbyły się we włoskim Bormio. Spróbował wtedy swoich sił w gigancie i slalomie, lecz nie udało mu się ukończyć żadnej z tych konkurencji. Rok później ponownie na włoskiej ziemi wziął udział w Zimowych Igrzyskach Olimpijskich 2006. W gigancie nie ukończył drugiego przejazdu, natomiast w slalomie nie wystartował. W 2007 roku ponownie wziął udział na mistrzostwach świata, tym razem w szwedzkim Åre. W gigancie uplasował się na 46. pozycji a w slalomie został zdyskwalifikowany w kwalifikacjach. W 2010 roku drugi raz wystartował na Zimowych Igrzyskach Olimpijskich, które odbywały się w Vancouver w Kanadzie. Slalomu nie ukończył, natomiast w gigancie ukończył rywalizację na 66. miejscu. Ostatni raz w zawodach FIS pojawił się w 2012 roku.

## Osiągnięcia

### Igrzyska olimpijskie
| Miejsce | Dzień     | Rok  | Miejscowość | Konkurencja | Czas biegu  | Strata   | Zwycięzca        |
| ------- | --------- | ---- | ----------- | ----------- | ----------- | -------- | ---------------- |
| DNF2    | 20 lutego | 2006 | Sestriere   | Gigant      | -           | -        | Benjamin Raich   |
| DNS1    | 25 lutego | 2006 | Sestriere   | Slalom      | -           | -        | Benjamin Raich   |
| 66.     | 23 lutego | 2010 | Whistler    | Gigant      | 3:00,78 min | +22,95 s | Carlo Janka      |
| DNF1    | 27 lutego | 2010 | Whistler    | Slalom      | -           | -        | Giuliano Razzoli |

### Mistrzostwa świata
| Miejsce | Dzień     | Rok  | Miejscowość | Konkurencja | Czas biegu | Strata | Zwycięzca          |
| ------- | --------- | ---- | ----------- | ----------- | ---------- | ------ | ------------------ |
| DNF1    | 9 lutego  | 2005 | Bormio      | Gigant      | -          | -      | Hermann Maier      |
| DNF1    | 12 lutego | 2005 | Bormio      | Slalom      | -          | -      | Benjamin Raich     |
| 46.     | 14 lutego | 2007 | Åre         | Gigant      | -          | -      | Aksel Lund Svindal |
| BDSQ1   | 17 lutego | 2007 | Åre         | Slalom      | -          | -      | Mario Matt         |